# Osadnik (botanika)

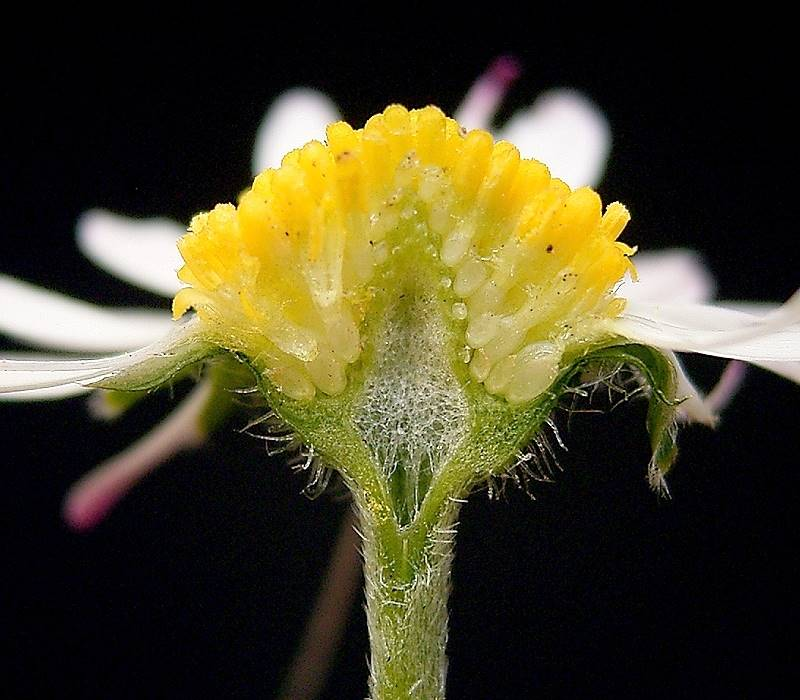
Wypukły osadnik w kwiatostanie stokrotki pospolitej

Osadnik, dno kwiatostanowe – silnie skrócona, rozszerzona, spłaszczona lub wypukła oś kwiatostanu, na której osadzone są kwiaty pojedyncze. Występuje w kwiatostanach typu główka i koszyczek.